# Zoharita
La zoharita és un mineral de la classe dels sulfurs que pertany al grup de la djerfisherita. El nom deriva del nom geogràfic: el mont Zohar, que domina la conca de Hatrurim.

## Característiques
La zoharita és un sulfur de fórmula química (Ba,K)₆(Fe,Cu,Ni)₂₅S₂₇. Va ser aprovada com a espècie vàlida per l'Associació Mineralògica Internacional l'any 2017, i va ser publicada a la revista internacional Minerals per Irina Galuskina et al. en el mes de maig de 2025 amb el títol «Zoharite, (Ba,K)₆(Fe,Cu,Ni)₂₅S₂₇, and Gmalimite, K₆◻Fe²⁺₂₄S₂₇—New Djerfisherite Group Minerals from Gehlenite-Wollastonite Paralava, Hatrurim Complex, Israel». Cristal·litza en el sistema isomètric. És l'anàleg ferro de l'owensita, i de bari de la gmalimita.
L'exemplar que va servir per a determinar l'espècie, el que es coneix com a material tipus, es troba conservat a les col·leccions del Museu Mineralògic Fersman, de l'Acadèmia de Ciències de Rússia, a Moscú (Rússia), amb el número de registre: 4959/1.

## Formació i jaciments
Va ser descoberta als afloraments de Halamish, situats a Tamar (Districte del Sud, Israel). També ha estat descrita al complex metamòrfic de combustió Khamaryn-Khural-Khiid, situat al districte d'Erdene (Dornogovi, Mongòlia). Aquests dos indrets són els únics de tot el planeta on ha estat descrita aquesta espècie mineral.